# Anaspis mitchyi
Anaspis mitchyi là một loài bọ cánh cứng trong họ Scraptiidae. Loài này được Chujo & Nakane miêu tả khoa học năm 1953.